# Castelveccana
Castelveccana là một đô thị ở tỉnh Varese trong vùng Lombardia, có cự ly khoảng 70 km về phía tây bắc của Milan và khoảng 20 km về phía tây bắc của Varese. Tại thời điểm ngày 31 tháng 12 năm 2004, đô thị này có dân số 2.024 người và diện tích là 20,9 km².
Đô thị Castelveccana có các frazioni (đơn vị trực thuộc, chủ yếu là các làng) Caldè, Nasca, Pessina, Ronchiano, Sant'Antonio, Sarigo, Castello, Orile, Pessina, Saltirana, Rasate, Bissaga, Biogno, Pianeggi, Pira, và San Michele.
Castelveccana giáp các đô thị: Brenta, Casalzuigno, Cittiglio, Ghiffa, Laveno-Mombello, Oggebbio, Porto Valtravaglia.